# Grevillea ilicifolia

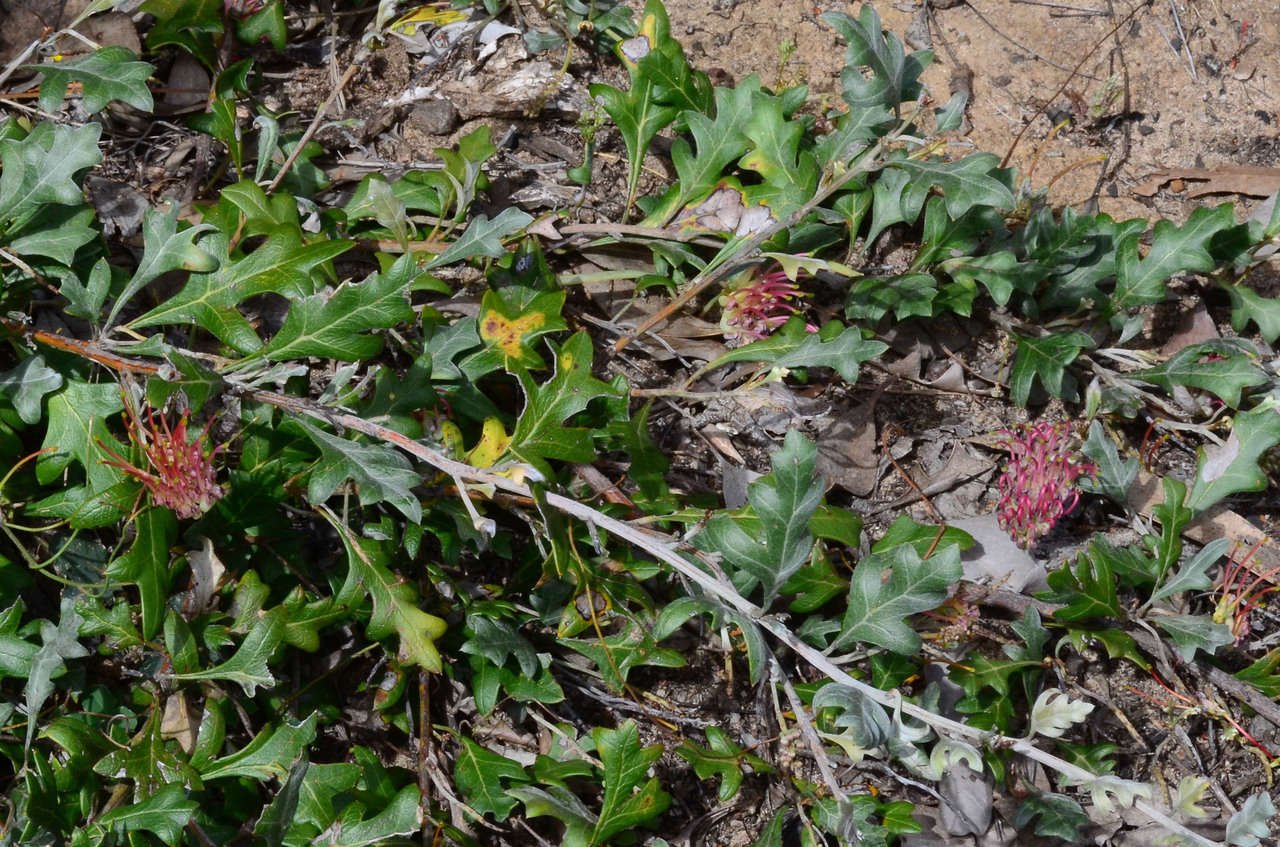
Hábito perto de en

Grevillea ilicifolia é uma espécie de planta com flores da família Proteaceae, sendo endêmica do sul da Austrália continental. Trata-se de um arbusto que varia de espalhado a prostrado, com folhas semelhantes às do azevinho, dotadas de dentes ou lobos triangulares a ovados de pontas afiadas, e grupos de flores verdes a creme e malva, com um estilete rosa a vermelho.

## Descrição
Grevillea ilicifolia é um arbusto que pode ser ereto, espalhado ou prostrado, geralmente alcançando de 0,3 a 2 metros de altura e até 3 metros de largura. Suas folhas têm formas variáveis, mas são tipicamente ovadas em contorno, medindo de 18 a 101 mm de comprimento e de 3 a 80 mm de largura, com dois a treze lobos ou dentes triangulares a ovados de pontas afiadas, que variam de 7 a 50 mm de comprimento e de 0,8 a 8 mm de largura. As flores geralmente se organizam em grupos sobre um ráquis de 20 a 50 mm de comprimento, apresentando cores que vão de verde a creme e malva a cinza, com o pistilo medindo de 19,5 a 25 mm de comprimento. O estilete varia de rosa a vermelho, às vezes laranja a amarelo-pálido, com a ponta verde. A floração ocorre de setembro a novembro, e o fruto é um folículo peludo de 10,5 a 16,5 mm de comprimento.

## Taxonomia
Essa espécie foi formalmente descrita em 1810 pelo botânico escocês Robert Brown, que a nomeou Anadenia ilicifolia na Transactions of the Linnean Society of London. Em 1830, Brown alterou o nome para Grevillea ilicifolia em sua obra Supplementum primum Prodromi florae Novae Hollandiae [en]. O epíteto específico (ilicifolia) significa "folhas de azevinho".
Em 2004, Trisha L. Downing descreveu duas subespécies de G. ilicifolia em Australian Systematic Botany [en], cujos nomes são aceitos pelo Censo Australiano de Plantas [en]:
- Grevillea ilicifolia (R.Br.) R.Br. subsp. ilicifolia[12] possui folhas em forma de cunha a pipa, de 17 a 50 mm de comprimento e de 8 a 35 mm de largura, geralmente com três a cinco lobos primários de 8 a 18 mm de comprimento e de 6 a 12 mm de largura;[13]
- Grevillea ilicifolia subsp. lobata (F.Muell.) Downing[14] tem folhas em forma de espinha de peixe ou carvalho, de 29 a 101 mm de comprimento e de 16 a 80 mm de largura, geralmente com quatro a oito lobos primários de 7 a 33 mm de comprimento e de 3 a 18 mm de largura.[15]

## Distribuição e habitat
Grevillea ilicifolia cresce em mallee, charnecas ou arbustais no sudeste da Austrália Meridional, incluindo a Península de Eyre e a Ilha dos Cangurus, no oeste do interior de Victoria e perto de Griffith, no oeste de Nova Gales do Sul. A subespécie lobata é restrita ao noroeste de Victoria e aos distritos botânicos Murray e sudeste da Austrália Meridional.

## Conservação
Grevillea ilicifolia está listada como vulnerável na Lista Vermelha da IUCN, devido a uma redução passada na população causada pelo desmatamento para agricultura, que afetou 30% da população ao longo de três gerações. Essa diminuição deve continuar no futuro devido ao aumento da frequência de incêndios. É rara em Nova Gales do Sul, onde a subespécie ilicifolia é classificada como espécie em perigo crítico sob a Lei de Conservação da Biodiversidade de 2016. Acredita-se que tenha sofrido extinção regional na área de Griffith.
As principais ameaças à espécie incluem desmatamento para agricultura, regimes inadequados de fogo e pastagem por herbívoros. A espécie pode ser suscetível à doença de declínio causada pelo patógeno Phytophthora cinnamomi. Algumas pequenas subpopulações, especialmente em Nova Gales do Sul, são vulneráveis a eventos estocásticos.